# シホテアリニ隕石落下
座標: 北緯46度9.6分 東経134度39.2分 / 北緯46.1600度 東経134.6533度

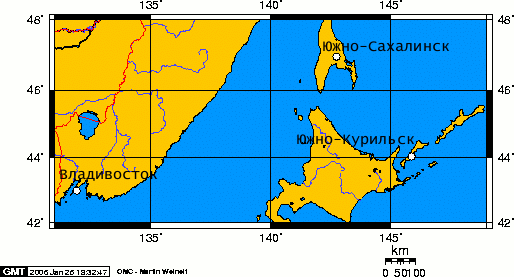
シホテアリニ山脈の位置 同山脈は沿海州の中軸、すなわちソビエト連邦領のうち、日本海最北部に面した土地に沿って延びている。隕石が落下したパセカの村は、地図上では北海道北端の宗谷岬とほぼ同緯度にあたる

シホテアリニ隕石落下（シホテアリニいんせきらっか）とは、1947年2月12日に、ソビエト連邦（現・ロシア連邦）のウラジオストクの440キロメートル北東、シホテアリニ山脈山中の上空で起こった隕石の落下に伴う天体爆発事件。

## シホテアリニ大爆発

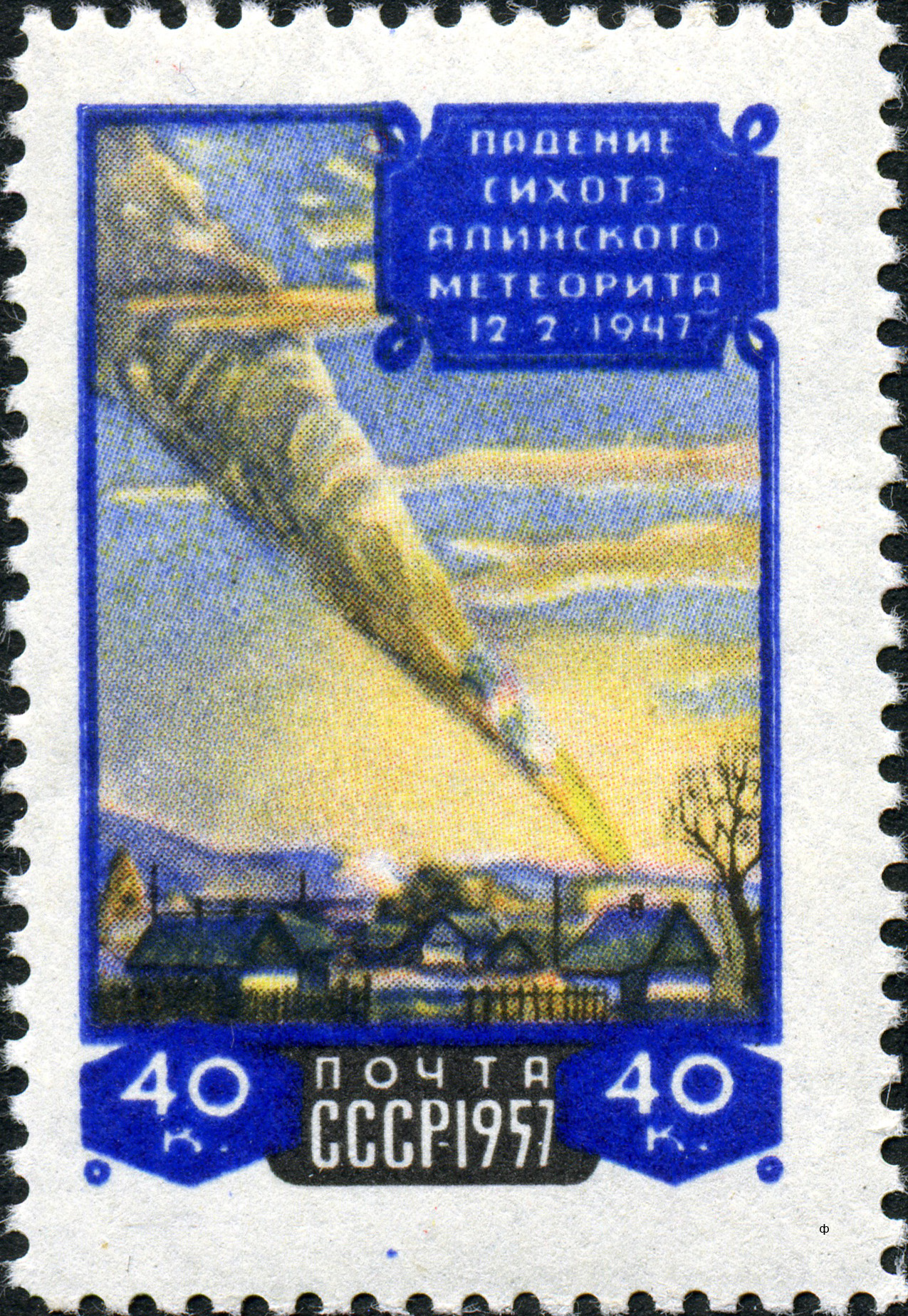
隕石落下10周年を記念した切手（1957年発行）。この隕石落下を目にした画家のP.J.メドヴェージェフによる記録画

1947年2月12日朝10時半、シホテアリニ山脈の近隣の住人たちは、太陽よりも明るい火の玉が北の青空の41度の高さに輝き、ものすごい爆音がとどろくのを聞いた。その光と爆発音は半径300キロメートルにわたって観測され、火の玉が長さ30キロメートルにも及ぶ飛行機雲のような隕石雲を残して落下した。この隕石雲は数時間にわたって空に残った。
爆発の中心地はウラジオストクの440キロメートル北東、ルチェゴルスクの町に近いシホテアリニ山脈山中で、パセカ（Paseka、北緯46度9.6分、東経134度39.2分）の村の近くの1.3平方キロメートルの楕円形の地域を無数の隕石片が覆い、いくつかの破片はクレーターを作っているのが発見された。最大のクレーターは直径26メートル、深さ6メートルという大きさだった。

## 衝突した天体の軌道
後に、目撃証言からソ連科学アカデミーが行った軌道の調査から、この火球の正体は小惑星であり、そのもともとの太陽を周回する軌道は楕円状で、遠日点（最も太陽から遠い位置）が小惑星帯に達していたことが明らかになった。
この小惑星が秒速14キロメートルで地球に衝突したものと見られ、地上に衝突する前に大気圏に突入して大爆発を起こして四散したと考えられる。

## 隕石の二つの種類

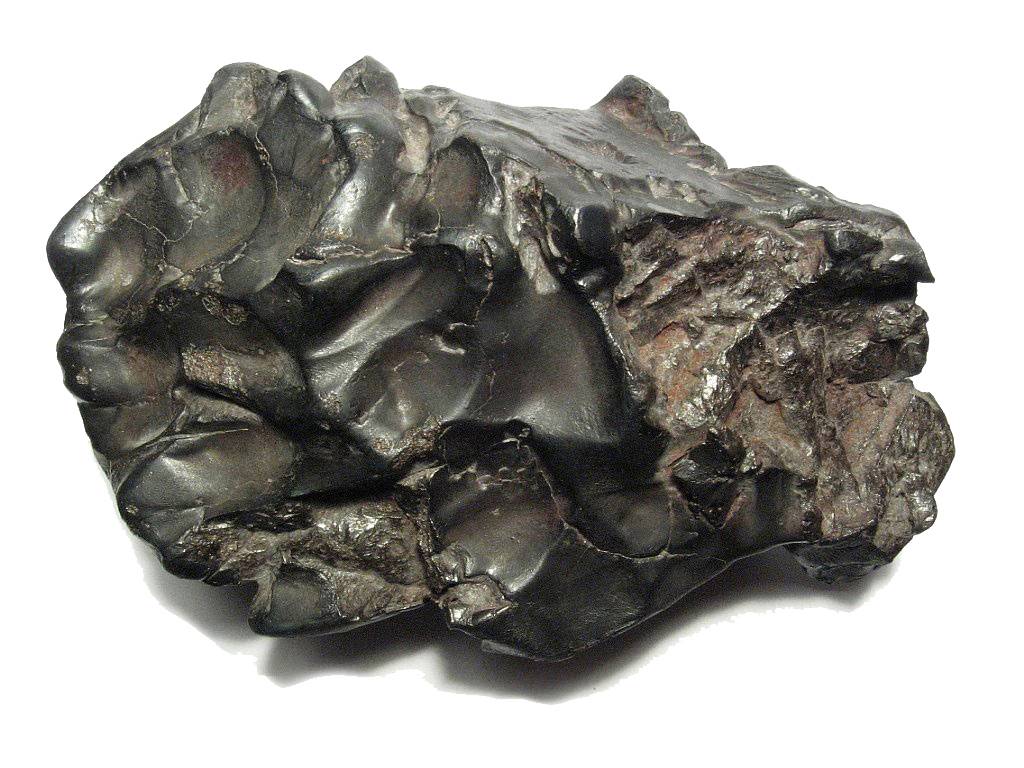
シホテアリニ隕石の一つ 長さ約12センチメートル、質量約1.5キログラム。主に鉄からなる鉄質隕石のうちニッケルを6%以上含むオクタヘドライトである。分類はIIAB。この標本は、オクタヘドライトとしてはニッケルが最も少ないもの。

落下物には2つの種類があった。一つは溶発（大気圏突入時の空力加熱で表面が溶けて蒸発すること）して表面が完全に溶解しており、早い段階で隕石本体から割れて大気圏を落下した物と思われ、表面に指で押したような穴があいている。もう一つはばらばらの破片で、落下中に空中で爆散したか、地表との衝突で砕け散ったと思われる。後者のほとんどは地上5.6キロメートルで起こった隕石本体の爆発の結果によるものであると見られる。
この隕石（小惑星）の大きさは、90トン弱はあったと思われる。より新しい研究成果では100トン（100,000キログラム）とするものもある。地上に残っていた最大の隕石標本は300キログラムほどのもので、モスクワで展示されることになった。そのほか無数の破片は鉱物コレクターの市場に流通している。

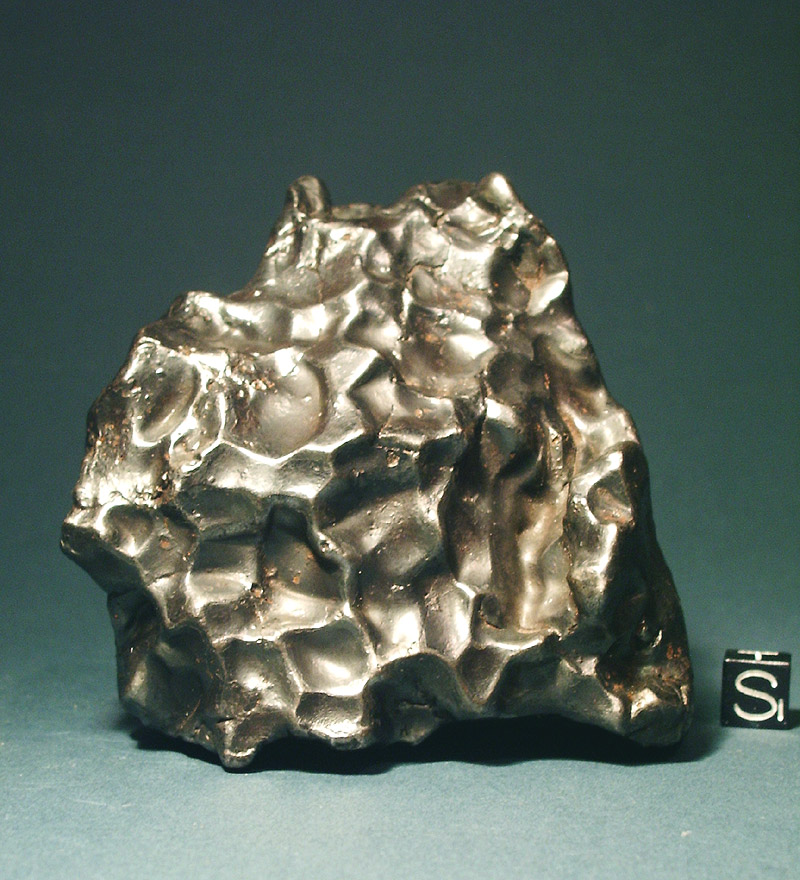
指で押したような表面の隕石。重さ1.3キログラム、1立方センチメートルほど
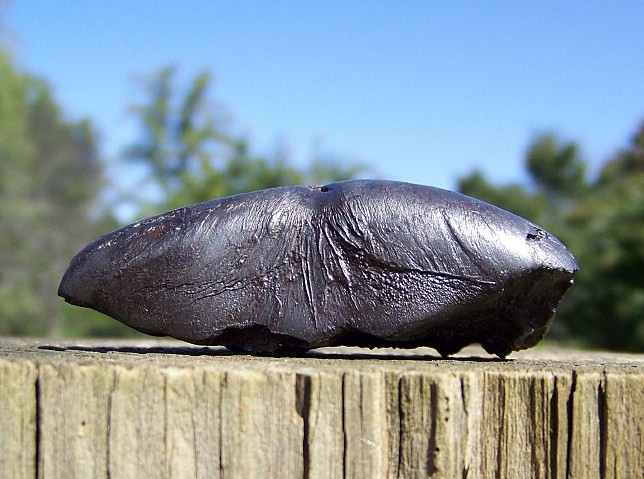
しわのような一方向の模様ができた隕石。重さ179グラム
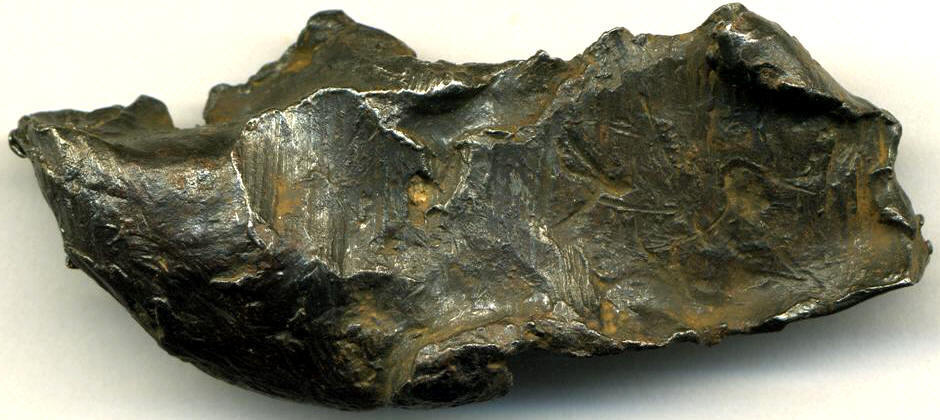
破片型の隕石。長さ6.5センチメートル
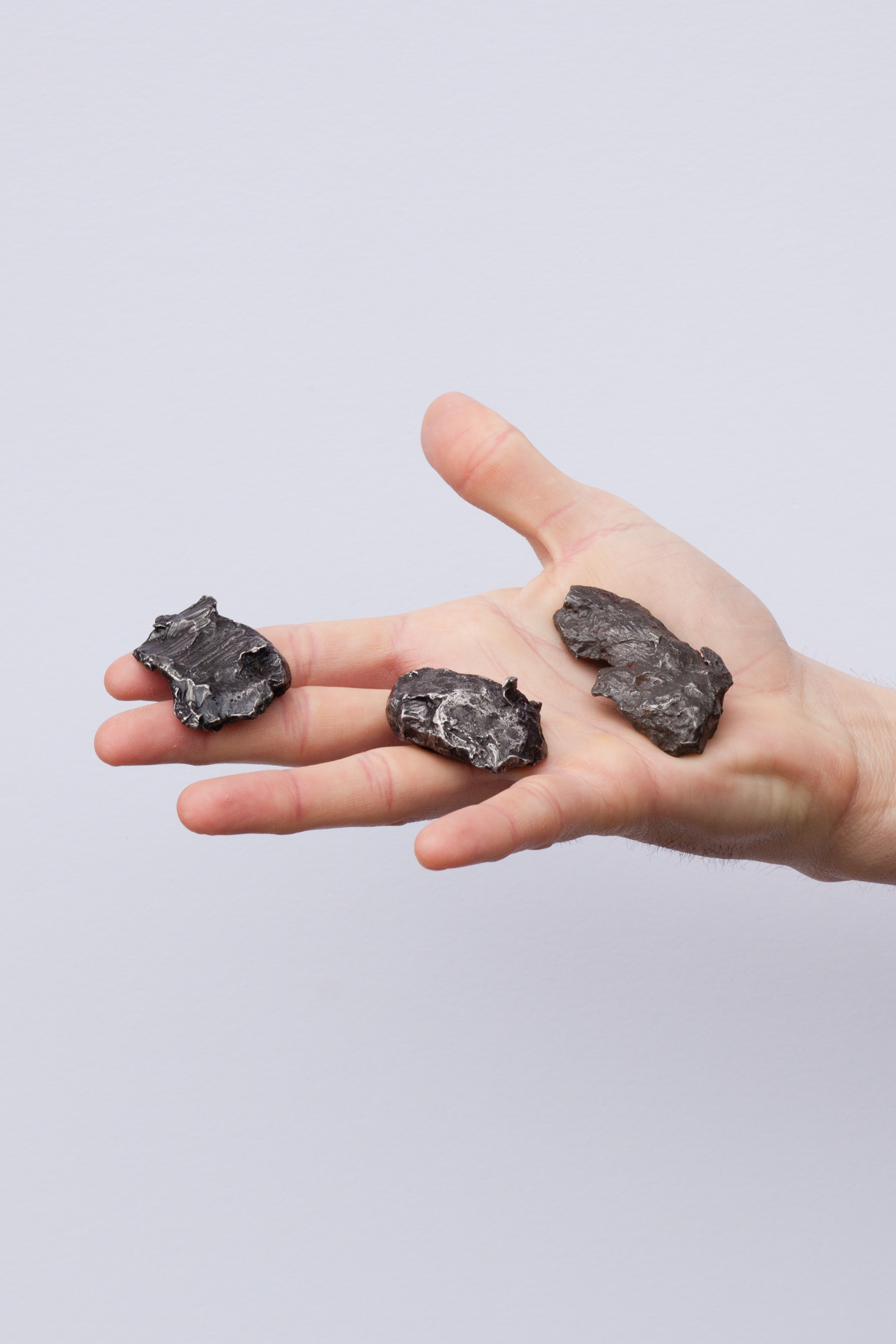
シホテアリニ隕石の隕石片

## 隕石の成分
シホテアリニ隕石は肌理の荒い隕鉄（Octahedrite、鉄とニッケルの合金）であった。構成は以下の通りである。
- 鉄　93%以上
- ニッケル　5.9%
- コバルト　0.42%
- リン　0.46%
- 硫黄　0.28%
- ゲルマニウムやイリジウムが少量。

また、テーナイト (taenite)、プレッサイト (plessite)、ラーバイツ (rhabites)、トロイライト（トロイリ鉱、troilite）、クロマイト（クロム鉄鉱、chromite）、カマサイト (kamacite)、シュライバーサイト (schreibersite) の結晶といった鉱物が含まれている。